# Фабіан Голланд
Фабіан Голланд (нім. Fabian Holland; нар. 11 липня 1990, Берлін) — німецький футболіст, що грає на позиції захисника.

## Клубна кар'єра
Станом на 2016 рік:
| Клуб             | Клуб             | Клуб              | Ліга | Ліга | Кубок | Кубок | Загалом | Загалом |
| Сезон            | Клуб             | Ліга              | Ігри | Голи | Ігри  | Голи  | Ігри    | Голи    |
| Німеччина        | Німеччина        | Німеччина         | Ліга | Ліга | Кубок | Кубок | Загалом | Загалом |
| ---------------- | ---------------- | ----------------- | ---- | ---- | ----- | ----- | ------- | ------- |
| 2008–15          | «Герта II»       | Regionalliga West | 85   | 11   | —     | 0     | 85      | 11      |
| 2012–15          | «Герта»          | Бундесліга        | 23   | 0    | 0     | 0     | 23      | 0       |
| 2014–            | «Дармштадт 98»   | Бундесліга        | 36   | 1    | 0     | 0     | 36      | 1       |
| Загалом          | Німеччина        | Німеччина         | 144  | 12   | 0     | 0     | 144     | 12      |
| За всієї кар'єри | За всієї кар'єри | За всієї кар'єри  | 144  | 12   | 0     | 0     | 144     | 12      |